# Saint-Thomas-de-Courceriers
Saint-Thomas-de-Courceriers är en kommun i departementet Mayenne i regionen Pays de la Loire i nordvästra Frankrike. Kommunen ligger i kantonen Bais som tillhör arrondissementet Mayenne. År 2022 hade Saint-Thomas-de-Courceriers 162 invånare.

## Befolkningsutveckling
Antalet invånare i kommunen Saint-Thomas-de-Courceriers
| Referens: INSEE |